# Khử lưu huỳnh
Khử lưu huỳnh là một quá trình hóa học để loại bỏ lưu huỳnh từ vật liệu. Điều này bao gồm việc loại bỏ lưu huỳnh khỏi một phân tử (ví dụ: A = S → A) hoặc loại bỏ các hợp chất lưu huỳnh khỏi hỗn hợp như dòng lọc dầu.
Các quá trình này có tầm quan trọng lớn về công nghiệp và môi trường vì chúng cung cấp phần lớn lưu huỳnh được sử dụng trong công nghiệp (quá trình Claus và quá trình xúc tác), các hợp chất không có lưu huỳnh không thể được sử dụng trong một số lượng lớn các quy trình xúc tác và cũng làm giảm sự giải phóng các hợp chất lưu huỳnh có hại vào môi trường, đặc biệt là lưu huỳnh dioxide (SO2) dẫn đến mưa acid.
Các quy trình được sử dụng để khử lưu huỳnh bao gồm quá trình HDS, quá trình SNOX và quá trình WSA.